# Sanguisorba
Sanguisorba és un gènere de plantes amb flors. Les espècies del gènere són herbes perennes o arbusts menuts. El gènere és originari de les regions de clima temperat de l'hemisferi Nord.
La tija creix de 50 a 200 cm d'alt amb un conjunt de fulles basals. Les fulles són pinnades amb el marge serrat. Les flors són menudes produïdes en conjunts densos de 5 a 20 mm de llarg, cada flor té quatre pètals de color blanc a vermell.
Algunes espècies (especialment S. minor) es cultiven a petita escala i es mengen generalment en amanida.
Als Països Catalans es fan només dues espècies: Sanguisorba minor i Sanguisorba ancistroides

## Taxonomia
- Sanguisorba albanica
- Sanguisorba alpina
- Sanguisorba ancistroides
- Sanguisorba annua
- Sanguisorba applanata
- Sanguisorba armena
- Sanguisorba canadensis - Canadà
- Sanguisorba caucasica
- Sanguisorba cretica
- Sanguisorba diandra
- Sanguisorba dodecandra - Itàlia
- Sanguisorba filiformis
- Sanguisorba hakusanensis -
- Sanguisorba hybrida
- Sanguisorba magnifica
- Sanguisorba menendezii - Canàries
- Sanguisorba menziesii
- Sanguisorba minor -
- Sanguisorba obtusa - Japó
- Sanguisorba officinalis -
- Sanguisorba stipulata
- Sanguisorba tenuifolia - Àsia

## Cultiu i usos
Les sanguisorbes toleren la secada, la calor i el fred. Les fulles tenen vitamina C.